# Rudare, Kuršumlija
Rudare (izvirno srbsko Рударе) je naselje v Srbiji, ki upravno spada pod Občino Kuršumlija; slednja pa je del Topliškega upravnega okraja.

## Demografija
V naselju živi 201 polnoletni prebivalec, pri čemer je njihova povprečna starost 46,2 let (43,8 pri moških in 48,9 pri ženskah). Naselje ima 94 gospodinjstev, pri čemer je povprečno število članov na gospodinjstvo 2,62.
To naselje je, glede na rezultate popisa iz leta 2002, večinoma srbsko, a v času zadnjih treh popisov je opazno zmanjšanje števila prebivalcev.
|  |

| Demografija | Demografija     | Demografija     |
| Leto        | Št. prebivalcev | Št. prebivalcev |
| ----------- | --------------- | --------------- |
|             |                 |                 |
|             |                 |                 |
|             |                 |                 |
|             |                 |                 |
| 1948        | 740             |                 |
| 1953        | 820             |                 |
| 1961        | 719             |                 |
| 1971        | 474             |                 |
| 1981        | 367             |                 |
| 1991        | 310             | 309             |
| 2002        | 246             | 246             |
|             |                 |                 |

| Etnična sestava po popisu iz leta 2002 | Etnična sestava po popisu iz leta 2002 | Etnična sestava po popisu iz leta 2002 | Etnična sestava po popisu iz leta 2002 | Etnična sestava po popisu iz leta 2002 |
| -------------------------------------- | -------------------------------------- | -------------------------------------- | -------------------------------------- | -------------------------------------- |
| Srbi                                   | Srbi                                   |                                        | 238                                    | 96,74%                                 |
| Madžari                                | Madžari                                |                                        | 1                                      | 0,40%                                  |
| Neznano                                | Neznano                                |                                        | 6                                      | 2,43%                                  |